# Équipe des Pays-Bas de hockey sur gazon
Cet article traite de l'équipe masculine. Pour l'équipe féminine, voir Équipe des Pays-Bas de hockey sur gazon féminin.
L'équipe des Pays-Bas de hockey sur gazon est la sélection des meilleurs joueurs néerlandais de hockey sur gazon. 
L'équipe masculine remporte son troisième titre olympique lors des Jeux de Paris, le 8 août 2024.

## Tableau des médailles
| Jeux olympiques - (1996, 2000, 2024) - (1928, 1952, 2004, 2012) - (1936, 1948, 1988) | Coupe du monde - (1973, 1990, 1998) - (1978, 1994, 2014, 2018) - (2002, 2010) | Championnat d'Europe - (1983, 1987, 2007, 2015, 2017, 2021) - (1970, 1978, 1991, 1995, 1999, 2005, 2011) - (1974, 2009, 2013, 2019) |

| Ligue mondiale - (2012-2014) |

## Palmarès
| Jeux olympiques - 1928 : 2e - 1936 : 3e - 1948 : 3e - 1952 : 2e - 1960 : 9e - 1964 : 7e - 1968 : 5e - 1972 : 4e - 1976 : 4e - 1984 : 6e - 1988 : 3e - 1992 : 4e - 1996 : 1er - 2000 : 1er - 2004 : 2e - 2008 : 4e - 2012 : 2e - 2016 : 4e - 2020 : 5e - 2024 : |  | Coupe du monde - 1971 : 6e - 1973 : 1er - 1975 : 9e - 1978 : 2e - 1982 : 4e - 1986 : 7e - 1990 : 1er - 1994 : 2e - 1998 : 1er - 2002 : 3e - 2006 : 7e - 2010 : 3e - 2014 : 2e - 2018 : 2e - 2023 : 3e |  | Championnat d'Europe - 1970 : 2e - 1974 : 3e - 1978 : 2e - 1983 : 1er - 1987 : 1er - 1991 : 2e - 1995 : 2e - 1999 : 2e - 2003 : 4e - 2005 : 2e - 2007 : 1er - 2009 : 3e - 2011 : 2e - 2013 : 3e - 2015 : 1er - 2017 : 1er - 2019 : 3e - 2021 : 1er - 2023 : 1er |  | Ligue mondiale - 2012-2014 : 1er - 2014-2015 : 4e - 2016-2017 : 7e Ligue professionnelle - 2019 : 3e - 2020-2021 : 5e - 2021-2022 : 1re - 2022-2023 : 1re - 2023-2024 : 2e |